# Open Sound Control
Open Sound Control, або ж OSC (англ. «відкритий контроль звуку») — протокол обміну даними, розроблений, насамперед, для використання у цифровій роботі з музикою в реальному часі. OSC опирається на наявні у комп'ютерній сфері мережеві технології, завдяки чому він набуває додакової гнучкості, точності та універсальності стандарту
(при тому, використання мережі не є обов'язковим).
OSC вживається при побудові сенсорних/жестових музичних інструментів, мережево розподілених музичних систем та для спільного виконання музики через мережу. Також цей протокол часто використовується в обміні даними між окремими програмами, незалежно від того, чи запущені вони на одному комп'ютері, чи на різних.
Окрім того OSC може «обгортати» інші протоколи, наприклад переносити сигнали MIDI через мережу. OSC також може використовуватись у сферах, менш пов'язаних з музикою.